# Gigantione hawaiiensis
Gigantione hawaiiensis is een pissebed uit de familie Bopyridae. De wetenschappelijke naam van de soort is voor het eerst geldig gepubliceerd in 1967 door Danforth.